# Conciliarisme
El Conciliarisme o teoria conciliar és la doctrina que considera el Concili Ecumènic o Universal com la suprema autoritat de l'església, elevant-lo (condicionalment o per principi) per sobre del papat.
Aquesta doctrina argumenta que un concili ecumènic representa tota l'Església i obté la seva potestat directament de Crist; a aquesta potestat estan sotmesos i han d'obeir tots els fidels, també els membres de la jerarquia, fins i tot el mateix Papa.

## Història
Durant gairebé un segle i mig transcorregut des de l'esclat de la Gran Cisma d'Occident fins al Concili del Laterà V, la vida de l'Església catòlica es caracteritza per un moviment de reforma al segle XV segons el qual un concili ecumènic representava a tot el cristianisme, tenint una posició de superioritat davant el Papa la celebració de concilis periòdics, en particular, el Concili de Constança.
L'argument s'havia originat per dos dels caps principals filòsofs medievals, Marsili de Pàdua i Guillem d'Occam per als que l'autoritat suprema en l'espiritual resideix en la totalitat dels fidels, representats pel Consell, al que el Papa estava totalment subordinat.
El Concili de Trento va marcar l'ocàs definitiu de la doctrina del Conciliarisme, alliberant al pontífex de qualsevol forma de control. No obstant això, cal reconèixer que el procés de consolidació de l'autoritat papal i l'aparició d'una superioritat cada vegada més marcada pel Conciliarisme ja havia començat alguns anys abans, coincidint amb la celebració del Cinquè Concili de Laterà, que havia despertat esperances en el partit conciliarista.